# Twice
Twice (korejsky 트와이스, Tchŭwaisŭ, japonsky トゥワイス) je vícenárodnostní jihokorejská dívčí skupina utvořená společností JYP Entertainment přes reality show Sixteen, která se vysílala v roce 2015. Skupina se skládá z pěti Korejek, tří Japonek a jedné Tchajwanky, tedy devíti členek: Nayeon, Jeongyeon, Momo, Sana, Jihyo, Mina, Dahyun, Chaeyoung a Tzuyu. Skupina debutovala 20. října 2015 se singlem Like ooh ahh a albem The story begins. Leader skupiny je Jihyo. Název skupiny Twice zvolil Park Jin-young, zakladatel JYP Entertainment. Vysvětlil, že „Skupina se dotkne srdcí lidí dvakrát (anglicky „Twice”), jednou skrz uši a znovu skrz oči.”. Fanoušci skupiny jsou známí jako „Once”, což dokládá prohlášení členek ze sociálních sítí: „Pokud nás milujete jedenkrát (anglicky „Once”), oplatíme vám vaši lásku dvakrát naší láskou.”.
Twice se v roce 2016 proslavily se singlem „Cheer Up“, který se umístil na prvním místě v žebříčku Gaon Digital Chart, stal se nejúspěšnějším singlem roku a získal ocenění „Song of the Year“ na Melon Music Awards a Mnet Asian Music Awards. Jejich další singl, „TT“, z jejich třetího EP Twicecoaster: Lane 1, byl na prvním místě v žebříčcích Gaon čtyři týdny po sobě. EP bylo nejprodávanějším albem korejské dívčí skupiny roku 2016. Během 19 měsíců po debutu už Twice prodali přes 1,2 milionu kusů svých čtyř EP a speciálního alba. Po vydání svého sedmého EP Fancy You, Twice prodali v Koreji v roce 2019 přes 3,75 milionu alb. K prosinci 2020 skupina prodala přes 10 milionů alb v Jižní Koreji a Japonsku.
Skupina debutovala v Japonsku 28. června 2017 pod Warner Music Japan vydáním kompilačního alba s názvem #Twice. Album se umístilo na 2. místě žebříčku Oricon Albums Chart s nejvyšším prodejem alb K-popového umělce v Japonsku za první týden za dva roky. Po něm následovalo vydání prvního originálního japonského maxi singlu Twice s názvem „One More Time“ v říjnu. Twice se stala první korejskou dívčí skupinou, která získala platinovou certifikaci od Recording Industry Association of Japan (RIAJ) za album i CD singl ve stejném roce. Twice se umístili na třetím místě v kategorii Top Artist žebříčku Billboard Japan's 2017 Year-end Rankings a v roce 2019 se stali první korejskou dívčí skupinou, která se vydala na turné po Japonsku.
Twice jsou prvními korejskými ženskými umělkyněmi, které se zároveň dostaly na první místo v žebříčcích Billboard's World Albums a World Digital Song Sales charts vydáním svého prvního studiového alba Twicetagram a hlavního singlu „Likey“ v roce 2017. Vydáním jejich singlu „Feel Special“ v roce V roce 2019 se Twice staly třetí ženskou korejskou umělkyní, která se zařadila do žebříčku Canadian Hot 100. Po podpisu smlouvy s Republic Records se skupina umístila v žebříčku Billboard 200 se singly More & More a Eyes Wide Open v roce 2020.

## Historie

### 2013–2015: Formace a debut
19. prosince 2013, JYP Entertainment oznámili, že v první polovině roku 2014 budou debutovat novou dívčí skupinou, první od debutu Miss A v roce 2010. 27. února 2014 byly praktikantky JYP Lena a Cecilia vybrány jako členky skupiny 6MIX, mezi další členky patřily Nayeon, Jeongyeon, Jihyo (tehdy známá jako Jisoo) a Minyoung. Debutový plán skupiny byl ale nakonec zrušen, když Lena a Cecilia opustily společnost.
11. února 2015 J. Y. Park, zakladatel JYP Entertainment, oznámil, že o sestavě nadcházející sedmičlenné dívčí skupiny bude rozhodnuto prostřednictvím survival show Sixteen, která se bude vysílat na Mnet později ten rok. Show začala 5. května a skončila 7. července tím, že Nayeon, Jeongyeon, Sana, Jihyo, Mina, Dahyun a Chaeyoung byli vybráni jako sedm členů Twice. Park poté oznámil, že zvětší velikost skupiny ze sedmi členů na devět přidáním Tzuyu, která na konci show byla nejpopulárnější soutěžící, a Momo, kterou přidal J.Y. Park sám, protože cítil, že skupina potřebuje někoho s tanečními schopnostmi. Rozhodnutí bylo v té době kontroverzní, mnoho lidí si stěžovalo na to, že se vyřazení soutěžící mohli připojit ke skupině.

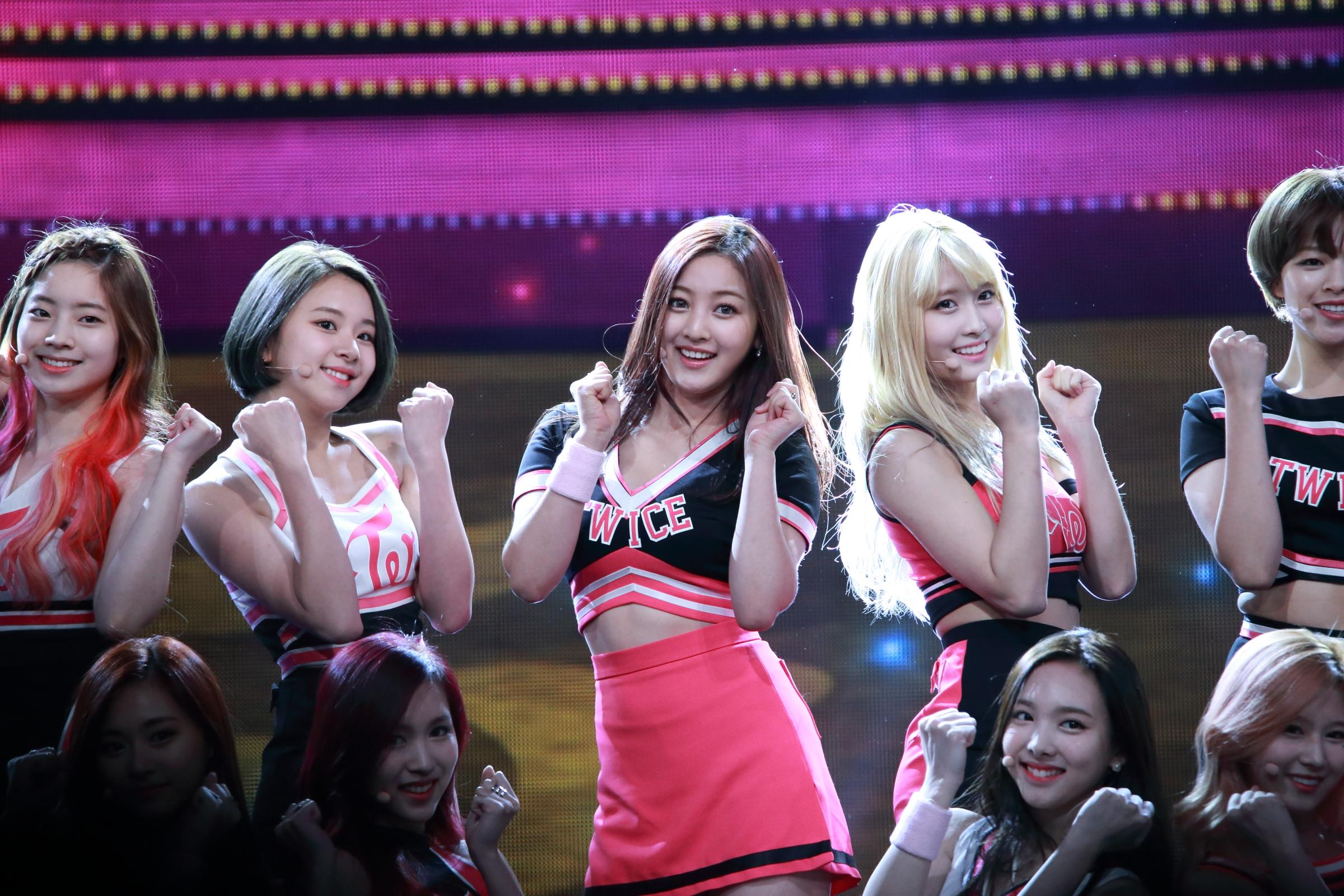
Twice na Golden Glove Awards 2015

Twice oficiálně debutovali 20. října 2015 vydáním debutového EP The Story Begins, současně s jeho singlem „Like Ooh-Ahh“. EP debutovalo na 4. místě v žebříčku Gaon Album Chart a jeho hlavní singl „Like Ooh-Ahh“ zaznamenal mírný úspěch a dostal se na 22. místo na Gaon Digital Chart. Videoklip k singlu dosáhl 50 milionů zhlédnutí na YouTube během pěti měsíců od jejich debutu a stal se jedním z nejsledovanějších debutových singlů od K-popové skupiny. Jejich úspěch jim vynesl cenu „Best New Famale Artist“ na udílení cen Mnet Asian Music Awards 2015, které se konalo 2. prosince.

### 2016: Průlom v kariéře

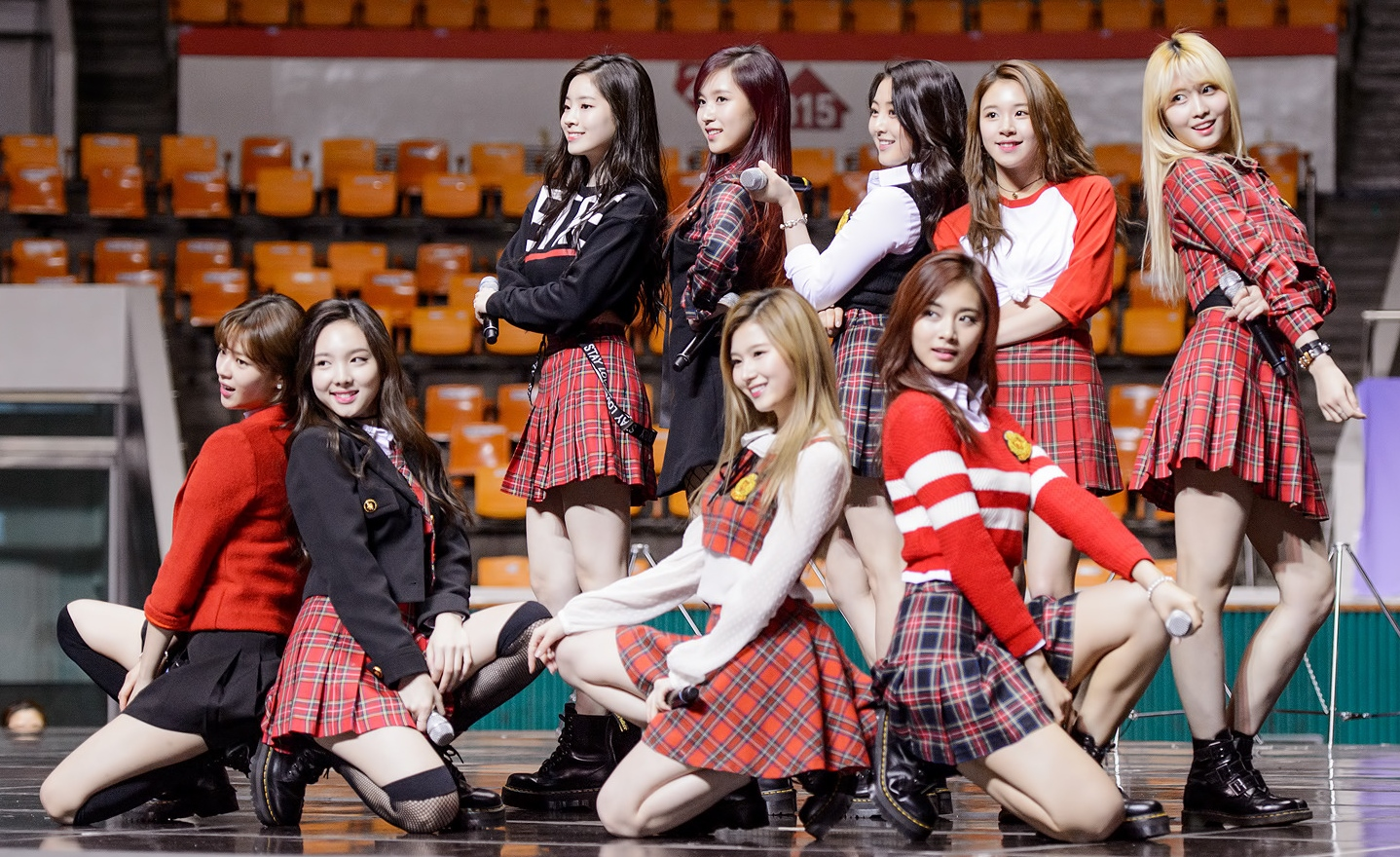
Twice vystoupily na Seoul Arts College 27. února 2016.

23. ledna 2016, Billboard oznámil, že Twice se ocitly na World Albums Chart, s jejich debutovým EP The Story Begins, které vrcholilo u patnáctého místa.
25. dubna 2016 vydali Twice druhé EP s názvem Page Two, které obsahovalo singl „Cheer Up“ a předělanou verzi hitu Park Ji-yoon z roku 1998 „Precious Love“ a „I'm Gonna Be a Star“. Album se stalo pro skupinu komerčním úspěchem, dostalo se na druhé místo na Gaon Album Chart a šesté místo na žebříčku Billboard World Albums, přičemž v prvním měsíci bylo prodáno 80 686 kusů. S přibližně 41 800 prodanými kopiemi, se Twice staly korejskou skupinou s nejvíce prodanými kopiemi za první týden v roce 2016. V srpnu se prodalo přes 150 000 kopií Page Two, čímž se Twice stala první dívčí skupinou s prodejním rekordem více než 100 000 kusů v tom roce. Mezitím se hlavní singl alba „Cheer Up“ stal prvním hitem skupiny v Jižní Koreji a hned po vydání debutoval na 1. místě v osmi hudebních žebříčcích a poté debutoval na vrcholu jak Gaon Digital Chart, tak i žebříčku Billboard K-pop Hot 100.

### 2017: První sólové turné a debut v Japonsku

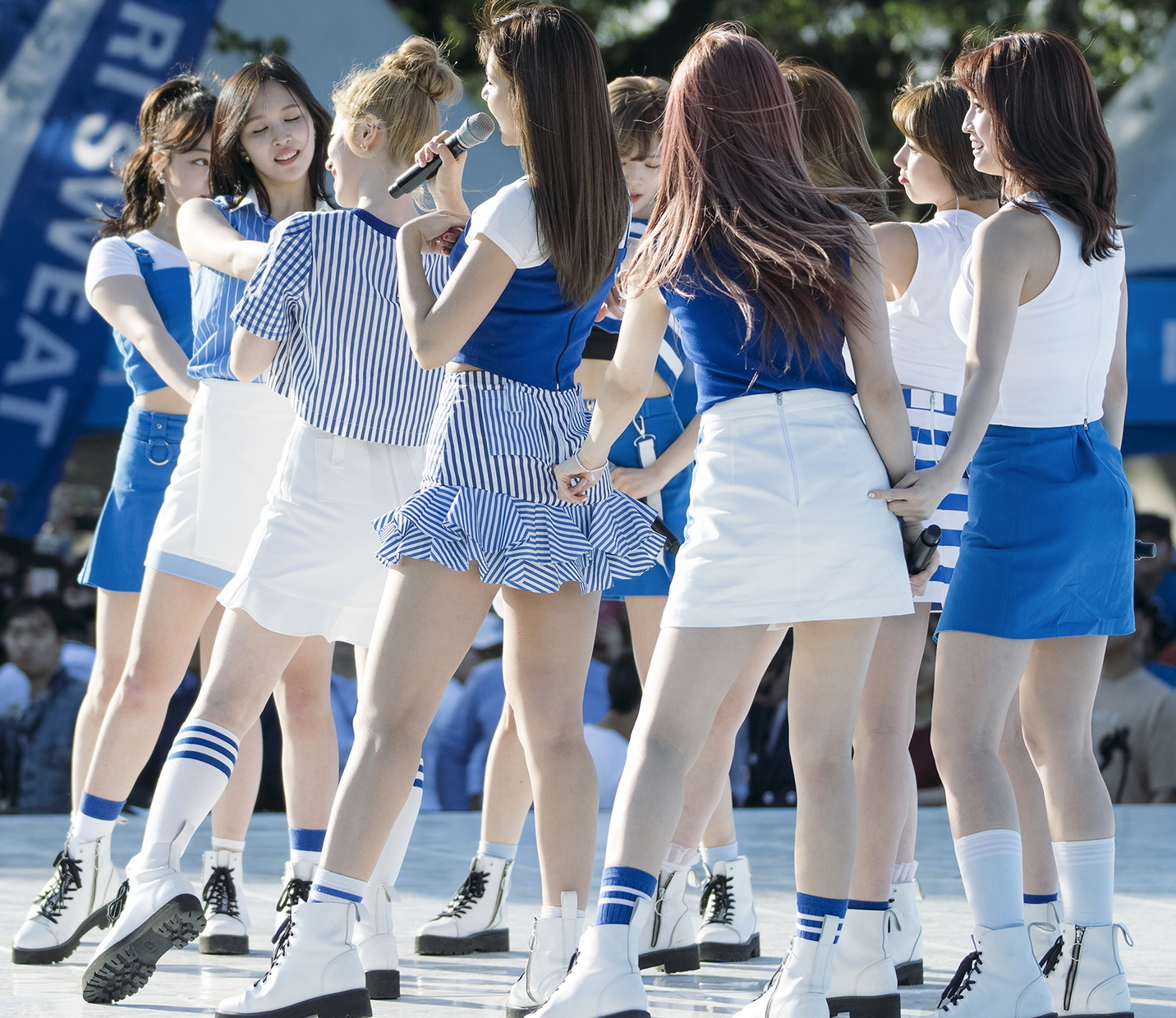
Twice na koncertě v roce 2017

10. ledna JYPE ohlásilo že první sólové turné Twice se bude konat pouhý rok a čtyři měsíce po debutu v říjnu 2015. Třídenní koncert s názvem „Twice 1st Tour: Twiceland-The Opening“ se konal 17. – 19. února na SK Olympic Handball Gymnasium. Po první zastávce v Soulu se také uskutečnilo turné po Thajsku a Singapuru. 20. února Twice vydaly speciální album s názvem Twicecoaster: Lane 2 spolu s jeho vedoucím singlem „Knock Knock“. Album bylo reedicí Twicecoaster: Lane 1. Album se dostalo na vrchol na Gaon Album Chart a na čtvrté místo v žebříčku Billboard World Albums, do konce února se prodalo 266 645 kopií. Singl „Knock Knock“ dosáhl prvního místa na Gaon Digital Chart, pátého místa v žebříčku World Digital Song Sales a patnáctého na Japan Hot 100.
Začátkem února 2017 Twice spustily své japonské webové stránky. 24. února oficiálně oznámili svůj japonský debut s kompilačním albem s názvem #Twice, které mělo vyjít 28. června. 15. května vydaly Twice své čtvrté EP s názvem Signal se stejnojmennou hlavní skladbou, kterou produkoval Park Jin-young, zakladatel společnosti JYP Entertainment. EP obsahuje šest skladeb, včetně skladeb „Eye Eye Eyes“, které společně napsali členky Jihyo a Chaeyoung, a „Only You“, které napsala bývalá členka Wonder Girls Ha:tfelt. Signal se dostal na vrchol Gaon Album Chart a na třetí místo v Billboard World Albums. Album se také dostalo na jedenácté místo na Billboard Heatseekers Albums. Později bylo oznámeno, že Signal je druhým nejprodávanějším albem v Jižní Koreji v květnu s 248 550 prodanými kopiemi. Hlavní stejnojmenný singl alba se dostal na Gaon Digital Chart a Billboard K-pop Hot 100 a umístil se třetí na žebříčku Billboard World Digital Song Sales.
14. června Twice vydaly japonskou verzi Signal a o týden později vydali celé hudební video japonské verze singlu TT. Oficiálně debutovali v Japonsku vydáním #Twice 28. června. Skládá se z deseti písní, včetně korejských a japonských verzí jejich prvních pěti singlů. Dne 2. července uspořádali Twice svou dvoudílnou debutovou showcase s názvem „Touchdown in Japan“ v Tokyo Metropolitan Gymnasium, které se zúčastnilo celkem 15 000 lidí. #Twice se dostalo na 2. místo v žebříčku Oricon Albums Chart se 136 157 prodanými kopiemi během prvních sedmi dnů od svého vydání. Necelé dva měsíce od vydání mělo album přes 260 000 prodaných kopií. 6. října skupina vydala hudební video ke svému prvnímu japonskému singlu „One More Time“. Singl, kterého se do druhého dne od vydání prodalo přes 130 000 kopií, dosáhl největšího prodeje za první den a stal se nejrychleji prodávaným vydáním ze všech jihokorejských dívčích skupin v Japonsku. #Twice a "One More Time" získaly platinové certifikace od RIAJ. Certifikace RIAJ, které skupina získala za #Twice a „One More Time“, z nich udělaly první korejskou dívčí skupinu, která získala platinovou certifikaci v Japonsku za singl i album ve stejném roce. „TT (Japanese ver.)“, digitální singl z #Twice, také získal zlatou certifikaci RIAJ za prodej 100 000 stažení.
Twice vydali své první plné korejské album, Twicetagram, 30. října s hlavním singlem s názvem „Likey“. Videoklip k písni byl natočen v Kanadě na začátku září. „Likey“ složili Black Eyed Pilseung a Jeon Gun, což se stalo čtvrtou spoluprací skupiny s Black Eyed Pilseung. Na tvorbě tohoto alba se podílelo několik skladatelů a textařů, včetně některých členek Twice jako textařů a bývalou členku Wonder Girls Hyerim. Album a jeho hlavní singl se dostaly na vrchol žebříčků Billboard World Albums a Billboard World Digital Song Sales a také na 10. místě na Heatseekers Albums.
Vánoční reedice alba Twicetagram s názvem Merry & Happy spolu s hlavním singlem „Heart Shaker“ vyšlo 11. prosince 2017. Album a jeho hlavní singl „Heart Shaker“ se dostaly na první místo ve čtyřech žebříčcích Gaon – Album Chart, Digital Chart, Download Chart a Social Chart, zatímco skladba „Merry & Happy“ se dostala na 24. místo na Gaon Digital Chart.

### 2018: pokračující úspěch a turné

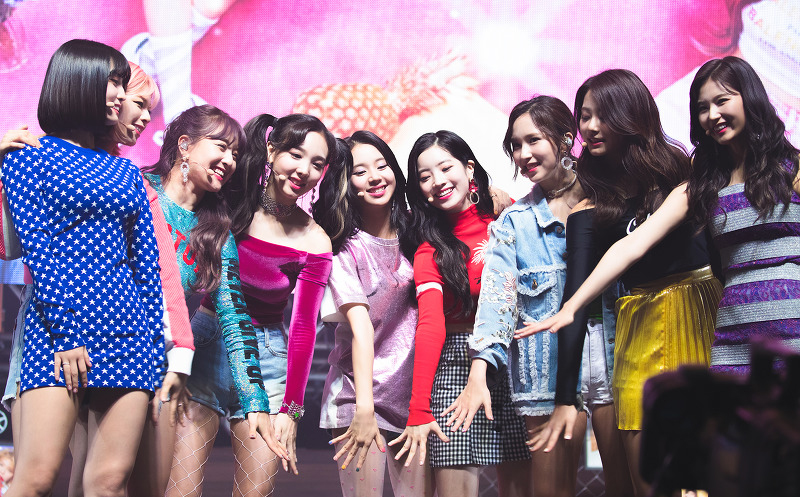
Twice v dubnu 2018

Jejich druhý japonský singl s názvem „Candy Pop“ byl vydán 7. února 2018. Za první týden se prodalo 303 746 kopií a singl se umístil na vrcholu žebříčku Japan Hot 100 a zároveň se stal jejich druhým singlem, který získal platinovou certifikaci od RIAJ. Skupina se také vydala na své první koncertní turné v Japonsku s názvem Twice Showcase Live Tour 2018 „Candy Pop“, které začínalo 19. ledna 2018 v prefektuře Aiči. 9. dubna 2018 vydali své páté EP „What Is Love?“ se stejnojmenným singlem produkovaným Park Jin-youngem. EP se za první měsíc prodalo 335 235 kopií a Twice se staly prvním hudebním umělcem, který získal platinovou certifikaci od Korea Music Content Association za prodej více než 250 000 kopií. Třetí japonský singl Twice, „Wake Me Up“, byl vydán 16. května 2018 a získal dvě platinové certifikace od RIAJ. Singl se stal prvním fyzickým singlem zahraniční umělkyně, který získal dvojitou platinovou certifikaci od RIAJ. Jejich druhé hlavní turné s názvem „Twice 2nd Tour: Twiceland Zone 2 – Fantasy Park“ začalo v Soulu 18.–20. května 2018.
Twice zahrály cover verzi „I Want You Back“ od The Jackson 5 jako melodii k japonské filmové adaptaci Sensei Kunshu. Píseň byla vydána jako digitální singl 15. června 2018 spolu s videoklipem. Druhá verze hudebního videa s obsazením filmu byla vydána 26. června 2018. 9. července 2018 byla vydána reedice What Is Love? pojmenovaná Summer Nights, spolu s její hlavním singlem „Dance the Night Away“. Singl překonal hranici 100 milionů zhlédnutí a prodal 2 500 000 stažení v Gaon Music Chart, čímž skupině vynesl první certifikaci platinového singlu pro zhlédnutí i stahování a z Twice se stal druhý umělec, který získal platinovou certifikaci za zhlédnutí, stahování a album od KMCA od zavedení certifikací v dubnu 2018.
12. září 2018 Twice vydali své první japonské studiové album BDZ. Jeho hlavní singl stejného jména byl vydán jako digitální singl 17. srpna 2018. BDZ debutovalo na 1. místě žebříčku Oricon Albums Chart s 89 721 prodanými kopiemi, čímž vytvořilo rekord pro nejvyšší prodej alb vydaných korejskou dívčí skupinou v Japonsku za první den. Po vydání alba následovalo jejich koncertní turné s názvem Twice 1st Arena Tour 2018 „BDZ“, které začalo v Chibě 29. září 2018. Twice vydali své šesté EP Yes or Yes 5. listopadu 2018 se stejnojmenným hlavním singlem. Hudební video „Yes or Yes“ dosáhlo 31,4 milionu zhlédnutí na YouTube během prvních 24 hodin.
12. prosince 2018 vydaly Twice speciální album s názvem The Year of „Yes“, spolu s hlavním singlem „The Best Thing I Ever Did“, jako reedici Yes or Yes.

### 2019:Fancy You,Feel Special, a&Twice

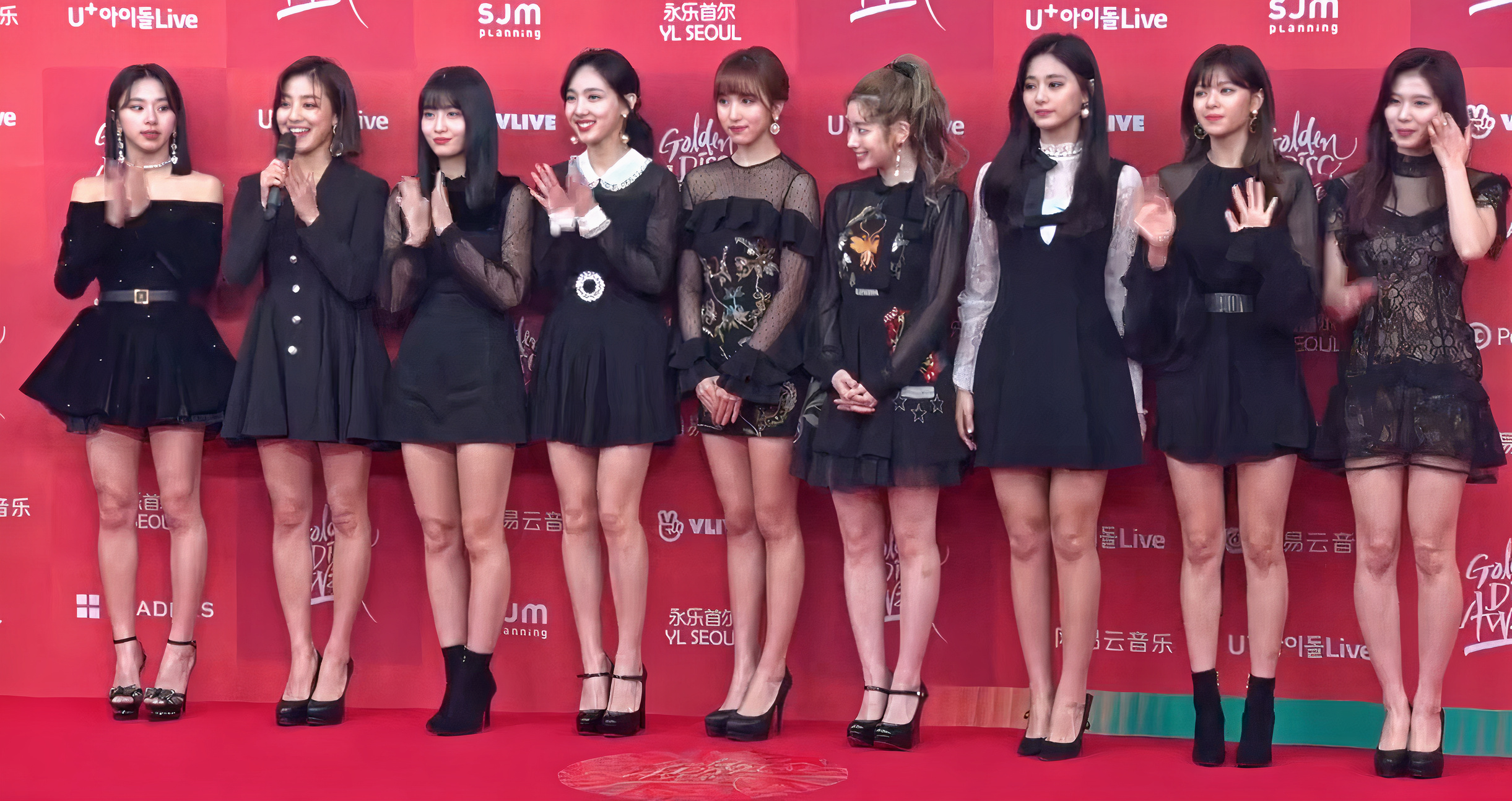
Twice na 2019 Golden Disk Awards

6. března 2019 skupina vydala své druhé japonské kompilační album #Twice2. Album debutovalo na 1. místě v denním žebříčku Oricon Albums Chart s 95 825 prodanými kopiemi, čímž překonalo vlastní rekord skupiny v nejvyšším prodeji alb za první den pro K-popové dívčí skupiny v Japonsku. Stalo se tak prvním albem zahraniční umělkyně, které se za první týden prodalo více než 200 000 kopií od vydání Super Girl od skupiny Kara v roce 2011.
Twice se pak staly první ženskou K-popovou skupinou, která uspořádala turné po Japonsku. Turné Twice Dome Tour 2019 „#Dreamday“ získalo si  celkem 220 000 diváků během pěti vystoupení v Ósace, Tokiu a Nagoji a konalo se od března do dubna 2019. Všechny vstupenky byly vyprodány během jedné minuty. Na závěr turné, který zahrnoval pět koncertů, skupina přilákala přes 220 000 lidí.
22. dubna 2019 vydali své sedmé EP Fancy You. Hudební video k singlu „Fancy“, které za jediný den nasbíralo přes 42 milionů zhlédnutí, se během prvních 24 hodin dostalo také na sedmou pozici v seznamu největších debutů na YouTube. 25. dubna se alba prodalo 314 323 kopií, vydáním Fancy You Twice překročily celkový počet více než 3,75 milionu prodaných alb z jejich dvanácti korejských vydání. Po vydání alba se skupina vydala na své první světové turné s názvem „Twicelights“, které se poprvé konalo v KSPO Dome v Soulu 25.–26. května. Severoamerická část jejich turné si získala více než 41 000 návštěvníků.
12. června 2019 Twice vydaly dva japonské digitální singly, „Happy Happy“ a „Breakthrough“. V den vydání digitálních singlů vyšlo „Happy Happy“ také fyzicky, následované „Breakthrough“ o týden později. Oba singly obdržely platinové certifikace od RIAJ. Twice vydali své osmé EP Feel Special 23. září 2019 spolu s hudebním videem ke stejnojmennému singlu produkovaného Park Jin-youngem. Singl zabodoval na druhém místě v žebříčku Billboard World Digital Song Sales. Singl „Feel Special“ také debutoval na žebříčku Canadian Hot 100 na 82. místě. První umístění skupiny v Canadian Hot 100 udělal z Twice třetí K-popovou dívčí skupinu a devátého K-popového umělce, který se objevil v tomto žebříčku. 30. září 2019 překonali Twice svůj vlastní rekord v prodeji alb za první týden s Feel Special, když dosáhli prodeje více než 151 000 kopií.
Twice vydali své druhé japonské studiové album &Twice 20. listopadu 2019, které mimo jiné obsahovalo dříve vydané digitální singly skupiny „Happy Happy“ a „Breakthrough“. Hlavní singl alba „Fake & True“ byl předběžně vydán jako digitální singl 18. října 2019. &Twice debutovalo na 1. místě denního žebříčku Oricon Albums Chart s 80 563 prodanými kopiemi a poté se dostalo na první místo týdenního žebříčku Oricon Albums Chart s 124 197 prodanými kopiemi.
V Japonsku překonaly Twice v roce 2019 rekordní tržby v hodnotě 5 miliard jenů.

### 2020: Aktivity v USA,More a MoreaEyes Wide Open
V říjnu 2019 JYP Entertainment oznámili, že skupina přidala dvě zastávky na jejich světové turné „Twicelights“. Přidané koncerty se měly původně konat 3.–4. března 2020, přičemž vstupenky byly vyprodány během tří minut. Kvůli pandemii covidu-19 však byly koncerty v Tokiu odloženy a naplánovány na 15.–16. dubna, ale nakonec byly úplně zrušeny. Přídavek turné nazvaný „Twicelights World Tour Finale“ se původně měl konat v Soulu 7. a 8. března 2020 v KSPO Dome, ale nakonec byl také zrušen kvůli pandemii covidu-19. 20. dubna bylo oznámeno, že skupina připravuje vydání nového korejského alba v červnu. Deváté korejské EP skupiny, More & More, vyšlo 1. června se stejnojmenným hlavním singlem. Měsíc po svém vydání zaznamenalo EP na Gaonu přes 563 000 prodaných kopií, což z něj dělá nejen nejprodávanější album od Twice, ale také nejvyšší prodeje pro dívčí skupinu v historii Gaon Chart. EP debutovalo na 200. místě v Billboard 200, čímž se Twice stala pátou jihokorejskou dívčí skupinou, která vstoupila do žebříčku, po Girls' Generation-TTS, Girls' Generation, 2NE1 a Blackpink. Twice také poprvé vstoupily do Billboard Artist 100, debutovaly na 96. místě. Ve stejném měsíci měl dokumentární seriál Twice: Seize the Light poprvé premiéru 29. dubna prostřednictvím YouTube Originals. Seriál obsahuje devět epizod, které sledují členky Twice během jejich cesty jako stážistky až po jejich první světové turné „Twicelights“.
Dne 9. srpna uspořádali Twice svůj první online koncert s názvem „Twice: World in a Day“ namísto jejich koncertu „Twicelights World Tour Finale“, který byl dříve v tomto roce zrušen. Skupina spolupracovala s platformou Beyond Live, kterou spustily SM Entertainment a Naver, a staly se tak prvním umělcem mimo SM Entertainment, který prostřednictvím této platformy uspořádal online koncert.
Dne 16. září Twice vydali své třetí japonské kompilační album #Twice3, které se stalo jejich sedmým albem které se umístilo na prvním místě v Oricon Albums Chart, čímž se Twice staly druhou zahraniční umělkyní, které se to povedlo po jihokorejské zpěvačce BoA. První zpráva později o přípravách na nové studiové album vyšla v září, skupina vydala své druhé korejské studiové album Eyes Wide Open 26. října s hlavním singlem s názvem „I Can't Stop Me“. O dva měsíce později po vydání Eyes Wide Open album debutovalo na 72. místě v americkém žebříčku Billboard 200, což znamenalo nejvyšší umístění skupiny v žebříčku, a také se Twice staly třetí K-popovou dívčí skupinou, která se dostala do v první stovky žebříčku po 2NE1 a Blackpink.
Twice poté spolupracovaly s virtuální skupinou K/DA, přičemž Nayeon, Sana, Jihyo a Chaeyoung se objevily v písni „I'll Show You“. Poté Twice vydaly svůj sedmý japonský singl s názvem „Better“ 11. listopadu k digitálnímu stažení a streamování, a poté byl fyzicky vydán 18. listopadu. Singl debutoval na 3. místě žebříčku Billboard Japan Hot 100. Skupina poté debutovala v televizi v USA svým vystoupením v seriálu „#PlayAtHome“ The Late Show se Stephenem Colbertem 30. listopadu, kde předvedly svou píseň „I Can't Stop Me“.
Během svého vystoupení na předávání cen Mnet Asian Music Awards 2020 dne 6. prosince Twice předvedly nevydanou skladbu s názvem „Cry For Me“, kterou skupina popsala jako dárek pro své fanoušky a po velkém zájmu byla píseň oficiálně vydán jako digitální singl 18. prosince. Píseň debutovala na vrcholu Billboard World Digital Song Sales Chart v žebříčku datovaném 2. ledna 2021.

### 2021–současnost: Současné aktivity
28. ledna se Twice objevila v seriálu Time 100 Talks pořádaném časopisem Time, kde skupina předvedla svou skladbu „Depend On You“ z alba Eyes Wide Open.
6. března uspořádala skupina svůj druhý online koncert s názvem „Twice in Wonderland“, který byl poprvé oznámen 14. ledna. Koncert se konal ve spolupráci s NTT Docomo. Na konci svého online koncertu Twice oznámili že vydají další japonský singl „Kura Kura“, který má být naplánován na 12. května. Kura Kura“ byl předběžně vydán na online streamovacích platformách 20. dubna. Ve stejný den byl vydán i jeho hudební videoklip.
19. dubna společnost JYP Entertainment oznámila vydání desátého EP skupiny, jež je plánováno na červen 2021. 28. dubna se Twice objevili v The Kelly Clarkson Show a předvedly jejich singl „Cry For Me“. Desáté korejské EP skupiny, Taste of Love, bylo vydáno 11. června. "Alcohol-Free", jeho hlavní singl, byl vydán 9. června spolu s videoklipem. Po vydání videoklipu přesáhl počet zhlédnutí na YouTube 20 milionů za pouhých 24 hodin.
Třetí japonské studiové album skupiny Perfect World vyšlo 28. července. Obsahuje deset skladeb, včetně skladby „Perfect World“ a tří již dříve vydaných singlů „Fanfare“, „Better“ a „Kura Kura“.
Skupina vydala svůj první oficiální plně anglický singl „The Feels“ 1. října. 11. října debutoval singl „The Feels“ na 83. místě v Billboard Hot 100, čímž se skupina poprvé objevila v žebříčku. Singl se také dostal na UK Singles Chart, kde se umístil na 80. místě. Třetí korejské studiové album skupiny, Formula of Love: O+T=<3, vyšlo 12. listopadu společně s titulní skladbou „Scientist“. Album se dostalo na 3. místo v Billboard 200.

## Diskografie

### Korejská diskografie

#### Studiová alba
- Twicetagram (2017)
- Eyes Wide Open (2020)
- Formula of Love: O+T=<3 (2021)

#### Reedice Studiových alb
- Merry & Happy (2017)

#### Mini alba
- The Story Begins (2015)
- Page two (2016)
- Twicecoaster: Lane 1 (2016)
- Signal (2017)
- What's Twice (2017)
- What is Love (2018)
- Yes or Yes (2018)
- Fancy You (2019)
- Feel Special (2019)
- More & More (2020)
- Taste of Love (2021)
- Between 1&2 (2022)
- Ready to Be (2023)
- With You-th (2024)
- Strategy (2024)

#### Reedice Mini alb
- Twicecoaster: Lane 2 (2017)
- Summer Nights (2018)
- The year of "YES" (2018)

Singly
• Cry For Me (2020)

### Japonská diskografie

#### Studiová alba
- BDZ (2018)
- &Twice (2019)
- Perfect World (2021)
- Celebrate (2022)
- Dive (2024)

## Videografie
| Název                                           | Rok vydání | Režisér                                                | Reference       |
| ----------------------------------------------- | ---------- | ------------------------------------------------------ | --------------- |
| „Like Ooh-Ahh“                                  | 2015       | Naive Creative Production                              | [ 102 ]         |
| „Cheer Up“                                      | 2016       | Naive Creative Production                              | [ 103 ]         |
| „TT“                                            | 2016       | Naive Creative Production                              | [ 104 ]         |
| „Knock Knock“                                   | 2017       | Naive Creative Production                              | [ 105 ]         |
| „Signal“                                        | 2017       | Naive Creative Production                              | [ 106 ]         |
| „Signal (Japanese Ver.)“                        | 2017       | Naive Creative Production                              | [ 106 ]         |
| „TT (Japanese Ver.)“                            | 2017       | Jimmy (BS Pictures)                                    | [ 107 ]         |
| „One More Time“                                 | 2017       | Naive Creative Production                              | [ 108 ]         |
| „Likey“                                         | 2017       | Naive Creative Production                              | [ 109 ]         |
| „Heart Shaker“                                  | 2017       | Naive Creative Production                              | [ 110 ]         |
| „Merry & Happy“                                 | 2017       | Mustache Films                                         | [ 111 ]         |
| „Candy Pop“                                     | 2018       | Naive Creative Production Takahiko Kyōgoku (animation) | [ 112 ] [ 113 ] |
| „Brand New Girl“                                | 2018       | Jimmy (BS Pictures)                                    | [ 114 ]         |
| „What Is Love?“                                 | 2018       | Naive Creative Production                              | [ 115 ]         |
| „Wake Me Up“                                    | 2018       | Jimmy (BS Pictures)                                    | [ 116 ]         |
| „I Want You Back“                               | 2018       | Jimmy (BS Pictures)                                    | [ 117 ]         |
| „Dance the Night Away“                          | 2018       | Naive Creative Production                              | [ 118 ]         |
| „BDZ“                                           | 2018       | Naive Creative Production                              | [ 119 ]         |
| „Yes or Yes“                                    | 2018       | Naive Creative Production                              | [ 120 ]         |
| „The Best Thing I Ever Did“ (올해 제일 잘한 일) | 2018       | Mustache Films                                         | [ 111 ]         |
| „Likey (Japanese Ver.)“                         | 2019       | Naive Creative Production                              | [ 109 ]         |
| „What Is Love? (Japanese Ver.)“                 | 2019       | Naive Creative Production                              | [ 115 ]         |
| „Fancy“                                         | 2019       | Naive Creative Production                              | [ 121 ]         |
| „Happy Happy“                                   | 2019       | Naive Creative Production                              | [ 122 ]         |
| „Breakthrough“                                  | 2019       | Naive Creative Production                              | [ 123 ]         |
| „Feel Special“                                  | 2019       | Naive Creative Production                              | [ 124 ]         |
| „Fake & True“                                   | 2019       | Vishop (Vikings League)                                | [ 125 ]         |
| „More & More“                                   | 2020       | Naive Creative Production                              | [ 126 ]         |
| „Fanfare“                                       | 2020       | Jakyoung Kim (Flexible Pictures)                       | [ 127 ]         |
| „Fancy (Japanese Ver.)“                         | 2020       | Naive Creative Production                              | [ 121 ]         |
| „More & More (Japanese Ver.)“                   | 2020       | Naive Creative Production                              | [ 126 ]         |
| „I Can't Stop Me“                               | 2020       | Lee Gi-baek (Tiger Cave Studio)                        | [ 128 ]         |
| „Better“                                        | 2020       | Beomjin (VM Project Architecture)                      | [ 129 ]         |
| „Kura Kura“                                     | 2021       | Yoojeong Ko (Edie Ko)                                  | [ 130 ]         |
| „Alcohol-Free“                                  | 2021       | Rigend Film                                            | [ 131 ]         |
| „Perfect World“                                 | 2021       | Yoojeong Ko (Edie Ko)                                  | [ 132 ]         |
| „The Feels“                                     | 2021       | Oui Kim (OUI)                                          | [ 133 ]         |
| „Scientist“                                     | 2021       | Rigend Film                                            | [ 134 ]         |
| „Doughnut“                                      | 2021       | Jeong Nuri (COSMO)                                     | [ 135 ]         |
| „Celebrate“                                     | 2022       | Rigend Film                                            | [ 136 ]         |
| „Talk That Talk“                                | 2022       | Rigend Film                                            | [ 137 ]         |
| „Moonlight Sunrise“                             | 2023       | Kim In-tae (AFF)                                       | [ 138 ]         |
| "Hare Hare"                                     | 2023       | Sunny Visual                                           |                 |
| "SET ME FREE"                                   | 2023       | Yang Soon-shik (YSS Studio)                            |                 |
| „I GOT YOU“                                     | 2024       | Guzza (KUDO)                                           |                 |
| "ONE SPARK"                                     | 2024       | Flipevil                                               |                 |
| "Dive"                                          | 2024       | Saccharin Film                                         |                 |

## Členky
- Nayeon (나연)
- Jeongyeon (정연)
- Momo (모모)
- Sana (사나)
- Jihyo (지효)
- Mina (미나)
- Dahyun (다현)
- Chaeyoung (채영)
- Tzuyu (쯔위)

V anketě společnosti Gallup provedené v roce 2018 se pět členek Twice umístilo mezi 20 nejoblíbenějšími idoly v Jižní Koreji: Nayeon (6. příčka), Tzuyu (12.), Jeongyeon a Sana (nerozhodně na 17.) a Momo (20.). V anketě z roku 2017 se Dahyun umístila na 17. příčce, Nayeon na 6., Tzuyu na 9. a Jeongyeon na 12.

## Koncerty a turné

### Koncertní turné
- Twice 1st Tour: Twiceland – The Opening (2017)
- Twice Debut Showcase "Touchdown in Japan" (2017)
- Twice Showcase Live Tour 2018 "Candy Pop" (2018)
- Twice 2nd Tour: Twiceland Zone 2 – Fantasy Park (2018)
- Twice 1st Arena Tour 2018 "BDZ" (2018)
- Twice Dome Tour 2019 "#Dreamday" (2019)
- Twice World Tour 2019 "Twicelights" (2019–2020)
- Twice Fourth World Tour "III" (2021–2022)
- Twice 5th World Tour "Ready to Be" (2023–2024)